# Lucio Nicoletto
Lucio Nicoletto (Este, 18 de agosto de 1972) é um prelado italiano da Igreja Católica com atuação no Brasil, atual bispo prelado de São Félix.

## Biografia
Nasceu em Este, na província e diocese de Pádua, em 18 de agosto de 1972, mas em 1981, a família mudou-se para a cidade de Ponso e de 1983 a 1987, frequentou o colégio “Manfredini”, dirigido pelos Salesianos. No dia 14 de setembro de 1987 ingressou no seminário menor de Pádua, em Tencarola e em 28 de setembro de 1992 entrou no seminário maior de Pádua para cursar filosofia e teologia na Faculdade Teológica da Itália setentrional.
Foi ordenado diácono no dia 25 de outubro de 1997, e recebeu a ordenação presbiteral em 7 de junho de 1998, sendo incardinado na Diocese de Pádua.
Trabalhou na paróquia de San Michele Arcangelo em Selvazzano Dentro, na periferia da cidade de Pádua. Ali permaneceu até setembro de 2001. No mesmo ano, recebeu a missão de ser animador diocesano para as vocações presbiterais e passou a integrar a equipe educativa do seminário menor com esta tarefa. Frequentou também o curso de psicopedagogia da formação junto aos salesianos de Mogliano Veneto. Em maio de 2005, foi designado para as missões diocesanas do Brasil, na diocese de Duque de Caxias. A partir de 2006, acompanhou o trabalho na paróquia de Vilar dos Teles, no município de São João de Meriti.
Em fevereiro de 2007, chefia o acompanhamento dos seminaristas da diocese no seminário interdiocesano de Nova Iguaçu, continuando seu compromisso pastoral em Vilar dos Teles. Em agosto de 2009, foi nomeado diretor espiritual no seminário de Nova Iguaçu e vigário paroquial da Catedral de Santo Antônio, em Duque de Caxias. No mesmo ano, começou a frequentar a Escola de Formadores em São Paulo.
Além desses serviços, também integrou o conselho diocesano para a formação inicial e permanente do clero e do diaconato permanente. Em 2011, iniciou a experiência do seminário diocesano de Duque de Caxias como reitor e também assumiu a função de responsável diocesano do Setor Juventude, assistente espiritual da Pastoral da Juventude e do movimento da Renovação Carismática Católica.
De 2012 a 2015, foi também vigário paroquial da paróquia de Xerém. Em março de 2016, concluiu o mestrado em teologia bíblica pela Pontifícia Universidade Católica do Rio de Janeiro (PUC-Rio). No mesmo ano, deixou a diocese de Duque de Caxias para abrir, no dia 27 de junho do mesmo ano, a missão de Pádua na Diocese de Roraima, assumindo a paróquia de Caracaraí. Em abril de 2018, assumiu a função de responsável diocesano da catequese e do projeto da Iniciação à Vida Cristã (IVC), passando assim a participar do Conselho Presbiteral Diocesano.
Em janeiro de 2019, recebeu a autorização do bispo de Pádua para permanecer por um tempo a mais na diocese de Roraima, onde assumiu a função de vigário-geral. Com a sede vacante na diocese, foi nomeado como administrador diocesano de Roraima pelo Colégio dos Consultores, função na qual permaneceu até 25 de janeiro de 2023.
Em 13 de março de 2024, foi nomeado pelo Papa Francisco como bispo prelado de São Félix. No dia 1 de junho seguinte recebeu a ordenação episcopal, na catedral de Pádua, do arcebispo de Cuiabá, Mário Antônio da Silva, sendo coadjuvado pelo cardeal Leonardo Ulrich Steiner, O.F.M., arcebispo de Manaus, pelo bispo de Pádua, Claudio Cipolla e pelo arcebispo ad personam emérito de Pádua, Antonio Mattiazzo. No dia 30 de junho fez sua entrada solene na prelazia.